# Neivamyrmex mojave
Neivamyrmex mojave es una especie de hormiga guerrera del género Neivamyrmex, subfamilia Dorylinae. 

## Distribución
Esta especie se encuentra en México y los Estados Unidos.